# Júlio Sabino
Júlio Sabino (em latim: Julius Sabinus; m. 78) foi um aristocrata gaulês da tribo dos lingões que esteve ativo no Império Romano à época da Revolta Batava de 69. Sob alegação que era um descendente do ditador Júlio César, ele tentou tomar vantagem do tumulto em Roma após o suicídio do imperador Nero (r. 54–68) para estabelecer um Estado gaulês independente.
Sabino aderiu à Revolta Batava instigada em 69 por Caio Júlio Civil e formou uma coalizão com os líderes tréveros Júlio Tutor e Júlio Clássico, conseguindo vencer vários confrontos antes da revolta ser suprimida por Quinto Petílio Cerial. Sabino foi derrotado pelos sequanos e pelas legiões lideradas por Ápio Ânio Galo.
Ele escondeu-se com sua esposa Eponina ou Peponila por nove anos, mas seria posteriormente capturado e levado à capital imperial, onde foi executado em 78 sob ordens do imperador Vespasiano (r. 69–79). A história do casal, e principalmente a figura de Eponina, tornar-se-ia popular na França durante os séculos XVIII e XIX.

## Contexto histórico

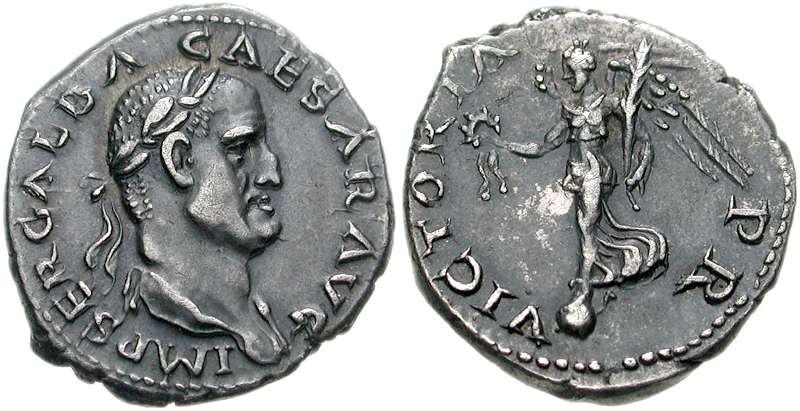
Denário de Galba r. emitido em Roma

A aliança dos lingões ao poder central de Roma permaneceu intacta durante a revolta de Júlio Sacroviro em 21 contra o imperador Tibério (r. 14–37) e durante a rebelião de Caio Júlio Víndice contra Nero (r. 54–68) em 68; nesta os lingões teriam se aliado aos tréviros e remos na batalha de Vesôncio para auxiliar as tropas lealistas comandadas por Lúcio Vergínio Rufo. A guerra civil deflagada com o suicídio de Nero, contudo, viria a abalar essa aliança, com os lingões não reconhecendo a ascensão de Galba (r. 68–69) como imperador.
Este posicionamento fez com que Galba rompesse o acordo de fidelidade (em latim: foedus) e transformasse a capital (civitas) dos lingões numa colônia romana. Após o assassinato do imperador, Otão (r. 69) concede cidadania romana aos lingões para garantir o apoio político deles, que se aproveitam de Vitélio (r. 69) apesar deste favor. Os lingões, em seguida, permitiram que a V Legião Cotovia, liderada pelo comandante da Germânia Inferior Fábio Valente que apoiava a nomeação de Vitélio como imperador, passasse livremente através de seu território e alistasse as oito coortes batávias estacionadas ali.

## Biografia

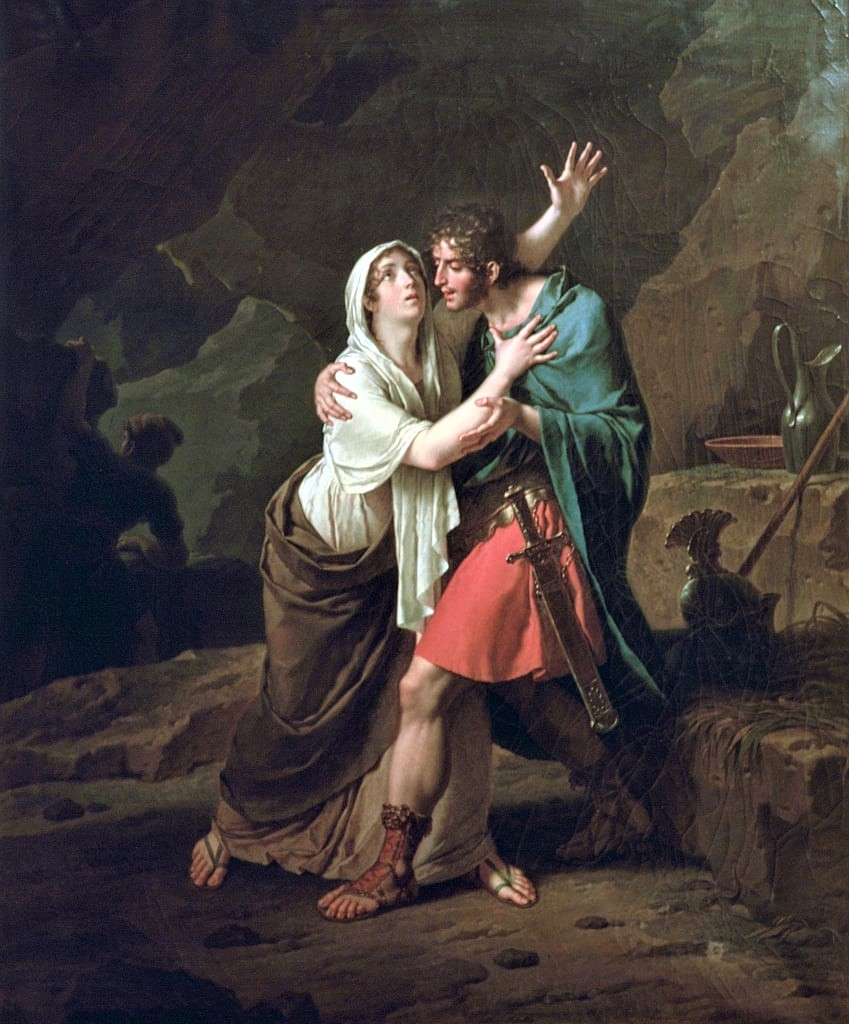
"Eponina e Sabino" (1802) por Nicolas-André Monsiau

A vida de de Júlio Sabino é relatada em três relatos ligeiramente distintos fornecidos pelos autores clássicos Plutarco, Tácito e Dião Cássio. Ele era um oficial romano naturalizado que afirmou ser o bisneto de Júlio César, pois alegadamente sua bisavó teria sido amante do ditador durante a Guerra Gálica. Com base nessa ideia, e devido sua vaidade, ordenou que seus apoiantes o saldassem como César. Aproveitou-se da desorganização imperial para convencer os lingões a aderirem a Revolta Batava instigada em 69 por Caio Júlio Civil. A coalizão de Civil e Sabino e dos líderes tréveros Júlio Tutor e Júlio Clássico venceu vários confrontos antes da revolta ser suprimida por Quinto Petílio Cerial.
Após a derrota dos lingões de Sabino diante dos sequanos e as legiões de Ápio Ânio Galo (I Germânica, VIII Augusta e XI Cláudia), o imperador Vespasiano (r. 69–79) retirou a cidadania romana da tribo que deveria então entregar 70 000 guerreiros a Sexto Júlio Frontino e  colocou-os sob supervisão direta da VIII Legião Augusta, que estava aquartelada em Mirebelo (que partiu para Argentorato em 90), presumivelmente sob autoridade de Frontino. Sabino fugiu para uma vila que lhe pertencia, incendiou-a para fazer parecer que teria morrido nas chamas, e escondeu-se em algumas câmaras subterrâneas que só eram conhecidas por sua esposa Eponina ou Peponila e alguns servos mais próximos.
Eponina então viveu uma vida dupla por nove anos como sua viúva, inclusive precisando disfarçá-lo como escravo em certa ocasião quando precisou visitar Roma. Ela daria à luz a dois filhos sozinha e em segredo; Plutarco afirma que teria escondido sua gravidez usando uma pomada que fez inchar sua carne. Posteriormente, contudo, a tramoia tornou-se óbvia demais para continuar despercebida. Em 78, Sabino e Eponina foram presos e levados para Roma para serem questionados por Vespasiano. As súplicas dela para seu marido foram ignoradas pelo imperador, e Eponina então repreendeu Vespasiano, que respondeu ordenando sua execução ao lado de Sabino. Os filhos do casal, entretanto, foram poupados. Plutarco menciona que à época que escrevia sua obra um deles, chamado Sabino, visitou-o em Delfos, enquanto o outro havia sido morto recentemente no Egito.

## Referências culturais

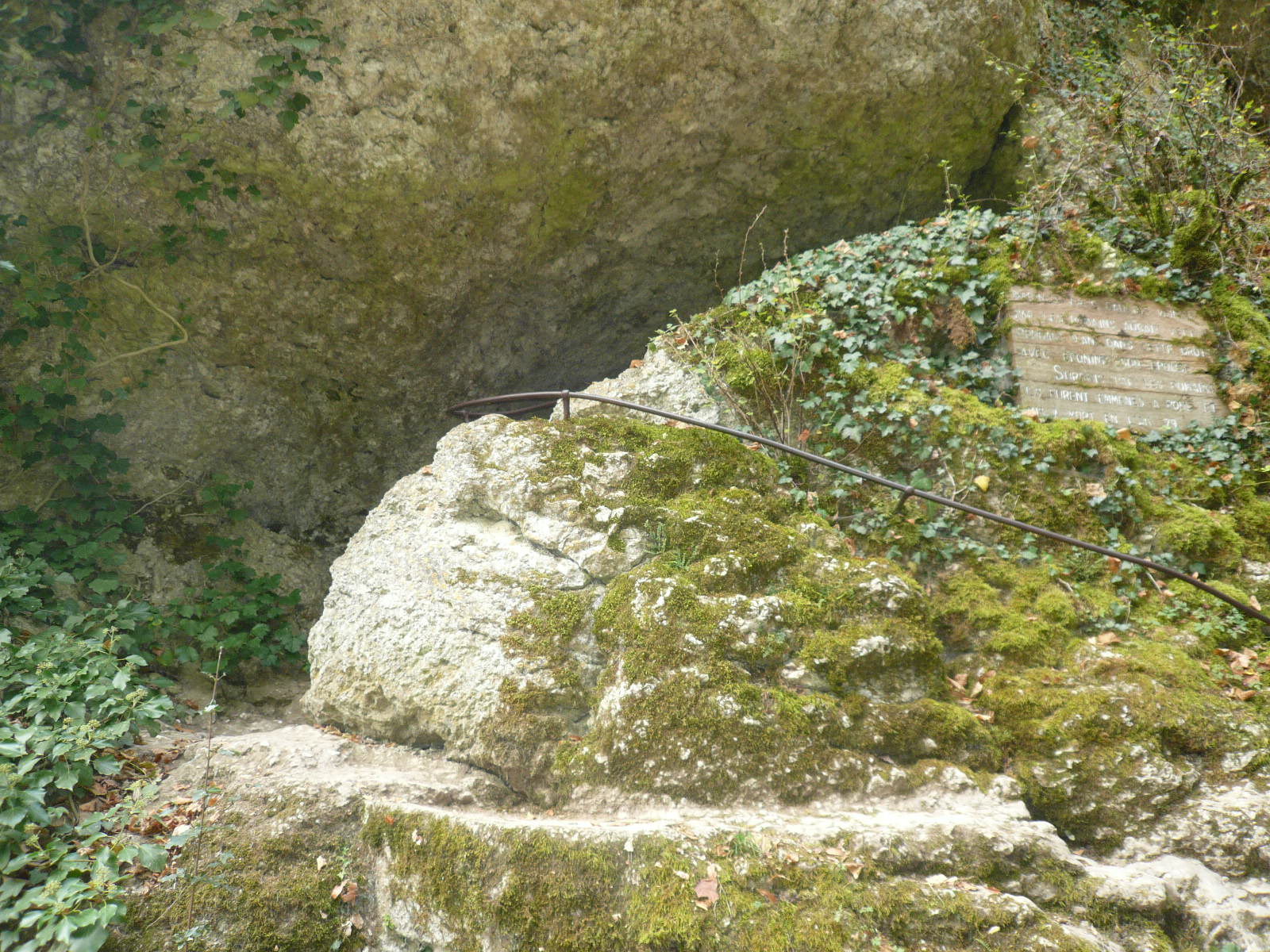
Gruta de Sabino